# Aimé Boji
Pour les articles homonymes, voir Boji.
Aimé Boji Sangara Bamanyirue, né le 8 janvier 1968 à Kabare (Sud-Kivu), est un homme politique de la république démocratique du Congo et ministre d'État, ministre du Budget au sein du gouvernement Lukonde II,,,.

## Biographie
Né le 8 janvier 1968, Aimé Boji est le fils de l'ancien gouverneur Boji Dieudonné. Il obtient son diplôme d’État des études en Math Physique en 1987 à Bukavu.
En 1988, il entame ses études supérieures en Relations internationales à l’université de Lubumbashi (UNILU), mais interrompues deux ans après, à la suite du massacre des étudiants intervenus sur ce Campus Universitaire en 1990.
Soupçonné d’être l’un des instigateurs de manifestations des étudiants, Aimé Boji Sangara va traverser la frontière Zambienne où il s’exile avec quelques-uns de ses camarades, tous recherchés par les services de sécurité, avant de se retrouver à Oxford en Grande-Bretagne quelques mois plus tard en août.
Après une année d’apprentissage de la langue anglaise, Aimé Boji Sangara, s’inscrit en 1991 à Oxford-Brookes University, en Économie, Administration des Affaires et Management où il décroche un diplôme de Bachelier en 1994. Ensuite il obtient un Diplôme d’études supérieures en Migrations Forcées à l’International Development Center, Queen Elizabeth House, Université d’Oxford.
En 1996, il décroche un diplôme de master en économie de développement au centre de développement économique, de l'université d'East Anglia toujours en Grande-Bretagne.

### Parcours professionnel
De 1994 à 1995, il est assistant de recherche à Queen Elizabeth House, université d’Oxford.
De 1997 à 2000, il est coordonnateur des projets au Africa Centre, à Londres et ensuite Directeur des relations publiques au Royal Commonwealth Society jusqu’en décembre 2005.
Ce parcours lui permet de se construire un agenda très riche dans plusieurs pays membres du Commonwealth, anciennes colonies du Royaume d’Angleterre, où il a participé à plusieurs sommets des Chefs d’États et réunions des Ministres.
Il profite de ses entrées dans les milieux britanniques  et au Commonwealth pour appuyer les actions et efforts de l’ambassade de la république démocratique du Congo à Londres pour la sensibilisation des milieux politiques Britanniques sur les Conflits et l’Insécurité en RDC.
En 2002, une année après l’instauration du Gouvernement de transition, Aimé Boji, avec l’ambassadeur de la RDC à Londres de l’époque, vont conduire une grande délégation des Parlementaires Britanniques à Kinshasa, où ils sont venus évaluer le processus de la transition politique en perspective des élections prévues pour 2004.

### Parcours politique
Polyglotte, il parle parfaitement le français, l’anglais, le swahili et le lingala, et reconnu comme un fin politicien modéré, capable de rassembler et de créer passerelles politiques même dans des situations délicates. Il a aussi un agenda international bien fourni. Sa popularité dans son Sud-Kivu natal où il incarne un nouveau leadership, ce quinquagénaire fait partie des jeunes étoiles politiques montantes de l’Est du pays. Travailleur assidu et obsédé par l’ambition de crédibiliser le Budget de l’État, depuis sa nomination, il impulse un nouveau rythme de travail avec un style de gestion qui inspire ses collaborateurs.
En 2005, Aimé Boji démissionne de ses fonctions au Royaume-Uni pour rentrer dans son Congo natal en février 2006 et participe au premier Congrès du Parti du peuple pour la reconstruction et la démocratie (PPRD) en tant que conseiller de Vital Kamerhe, secrétaire général à l’époque.
Avec ce dernier, Aimé Boji Sangara va faire plusieurs fois le tour du pays, dans le cadre de la précampagne. La même année, il est inscrit sur la liste des candidats PPRD dans le Sud-Kivu, précisément dans la circonscription électorale de Walungu, où il est brillamment élu avec 25.000 voix.
À l'Assemblée nationale, il est membre de la Commission Environnement et Ressource Naturelle, sous-commission Mines. En mars 2009, lorsque le Président de l’Assemblée nationale, Vital Kamerhe démissionne du perchoir, Aimé Boji le suit et ils vont ensemble créer en 2010, l’Union pour la nation congolaise (UNC).
C’est sous la bannière de cette formation politique dirigée par Vital Kamerhe, que l’élu de Walungu sera réélu en 2011, cette fois-ci avec un score sans appel de 38.300 voix et il conserve son siège à la Chambre basse du Parlement, où il est membre de la grande commission ECOFIN.
Avec l’UNC son parti, il prend part au dialogue politique national de la cité de l’Union africaine tenu en 2017, lequel a accouché l’accord dont  est l’émanation le Gouvernement de l’Union Nationale au sein duquel il est nommé ministre du Commerce extérieur le 19 décembre 2016 jusqu’en mai 2017.
La même année, à la suite de la restructuration de l’UNC, il quitte le poste du secrétaire permanent de la direction politique nationale, pour occuper celui de poste du secrétaire général adjoint chargé des Relations extérieures, avec les partis politiques et suivi des alliances.
En novembre 2018, il participe activement à la signature de l’accord de Nairobi signé entre le président Félix Tshisekedi et Vital Kamerhe, lequel a conduit les deux alliés à la victoire à l’élection présidentielle de 2018.
En septembre 2019, il devient secrétaire général ad intérim de l’Union pour la nation congolaise, parti qu’il dirige avec maestria pendant une période tumultueuse à la suite de l’arrestation de Vital Kamerhe, président de l'UNC, avant d’être nommé, le 13 avril 2021, ministre d’État et ministre du Budget au sein du gouvernement de Jean-Michel Sama Lukonde Kyenge, dit gouvernement de l’Union sacrée de la nation.
En 2024, Aimé Boji est nommé ministre du Budget au sein du gouvernement Suminwa. Il est remplacé lors d'un remaniement en août 2025 par Adolphe Muzito.